# Natalia de Molina
Natalia de Molina, född 19 december 1989 i Linares, är en spansk skådespelare.
de Molina har bland annat medverkat i filmen Techo y comida.Hon har även medverkat i TV-serien Järnhanden.

## Filmografi (i urval)
- 2013 – Living Is Easy with Eyes Closed
- 2015 – Techo y comida
- 2024 – Järnhanden (TV-serie)